# 圆泽
园泽，另作“圆觀”。僧人，唐代杭州惠林寺的主持，和西湖十六遗迹之一的三生石有关。
有关他的记载见于宋朝文学家苏东坡的《僧圆泽传》（页面存档备份，存于）

## 故事
《僧圆泽传》中记述：唐代隐士李源，住在慧林寺，和主持园泽交好，互为知音。两人相约去四川峨眉山游玩，园泽想从道长安，从北部陆路入川。在李源的坚持下，两人从从长江水路入川。在路上河边遇到一个怀孕三年的孕妇。园泽看到这个孕妇就哭了，说他就是因为这个原因不愿意走水路，因为他注定要做这个妇人的儿子，现在遇到了就躲不开了。他和李源相约在13年后杭州三生石初相见。当晚园泽圆寂，孕妇也顺利产子。十三年后，李源如约来到三生石，见到一个牧童唱到“三生石上旧精魂，赏月吟风莫要论；惭愧情人远相访，此身虽异性长存。”李源与之相认，牧童说他就是园泽，但是尘缘未了，不能久留，唱到：“身前身后事茫茫，欲话因缘恐断肠。吴越江山游已遍，却回烟棹上瞿塘。”唱完就离去了。

## 西湖三生石
三生石就在杭州西湖，位于与飞来峰相连接的莲花峰东麓，是西湖十六遗迹之一。该石高约10米，宽2米多，峭拔玲珑。石上刻有“三生石”三个碗口大小的篆书及《唐 圆泽和尚三生石迹》的碑文，记述“三生石”之由来。石上多唐、宋时的题词石刻，大多已不可辨认，只有元至正元年（1341年）秋九月太史杨瑀、翰林张翥等人的题词仍清晰可见。
三生是佛教用语，指前生，今生和來生。圓泽和三生石的传说与佛教轮回思想有关。

## 故事来源
这个故事最早见于唐袁郊《甘泽谣·圆观》，僧人的名字叫圆觀，而非圓泽。亦见于明末张岱《西湖梦寻·三生石》和清初古吴墨浪子《西湖佳话·三生石迹》。宋朝文学家苏东坡的《僧圆泽传》流传最广，也题刻于西湖三生石上。